# Зґода (Великопольське воєводство)
Зґода (пол. Zgoda) — село в Польщі, у гміні Старе Място Конінського повіту Великопольського воєводства.
Населення — 90 осіб (2011).
У 1975-1998 роках село належало до Конінського воєводства.

## Демографія
Демографічна структура станом на 31 березня 2011 року:
|          | Загалом | Допрацездатний вік | Працездатний вік | Постпрацездатний вік |
| -------- | ------- | ------------------ | ---------------- | -------------------- |
| Чоловіки | 43      | 7                  | 30               | 6                    |
| Жінки    | 47      | 13                 | 23               | 11                   |
| Разом    | 90      | 20                 | 53               | 17                   |